# Курци (річка)
Курци (рос. Курцы), Курчи (крим. Qurçı) — мала річка в Україні, у Сімферопольському районі Автономної Республіки Крим. Ліва притока річки Салгир (басейн Азовського моря).

## Опис
Довжина річки приблизно 7,14 км, найкоротша відстань між витоком і гирлом — 6,33  км, коефіцієнт звивистості річки — 1,13 . Формується багатьма безіменними струмками та загатами.

## Розташування
Бере початок у селі Костянтинівка (крим. Konstantinovka). Тече переважно на північний схід через села Українку (до 1948 року — Курци, крим. Qurçı), Петропавлівку (крим. Petropavlovka) і у селі Лозове (до 1948 року — Ескі-Орда, крим. Eski Orda) впадає у річку Салгир.
Населені пункти вздовж берегової смуги: Клинівка, Тепле, Андрусове.

## Цікавий факт
- У селі Лозове неподалік від гирла річки пролягає автошлях М18 (автомобільний шлях міжнародного значення на території України (Харків — Сімферополь — Алушта — Ялта).